# Green Bank (Wirginia Zachodnia)
Green Bank – jednostka osadnicza w Stanach Zjednoczonych, w stanie Wirginia Zachodnia, w hrabstwie Pocahontas.